# Lorraine INP (ex Institut national polytechnique de Lorraine)
 (février 2022).
Pour les articles homonymes, voir École polytechnique et INP.
Lorraine INP (ex Institut national polytechnique de Lorraine) est un collégium de l’université de Lorraine, pôle de formation d'ingénieurs, fédère 11 grandes écoles publiques regroupées au sein de l’université de Lorraine et propose 22 diplômes d’ingénieurs habilités par la CTI dont 9 sont accessibles par alternance ou apprentissage. 

## Historique
À la suite de la Loi Faure sur la nouvelle organisation des universités en France, trois instituts nationaux polytechniques sont créés : Grenoble, Lorraine et Toulouse,.  Lors de sa création, le siège était situé à la Porte de la Craffe à Nancy. Les écoles fondatrices de l’INPL (ENSAIA, ENSEM, ENSG, ENSIC, ENSMN) ont toutes été créées à la fin du XIXe siècle ou au début du XXe siècle. Ces instituts évoluent statutairement en 1986 à la suite de la Loi Savary, et deviennent des établissements publics à caractère scientifique, culturel et professionnel (EPSCP) assimilés à des universités,.
Au 1er janvier 2012, les universités Nancy-I, Nancy-II, Metz et l’INPL fusionnent pour créer ainsi un grand établissement : l’université de Lorraine. Au sein de cette université à statut particulier, 53 composantes sont rassemblées en huit collégiums, dont Lorraine INP.

### Présidents et directeurs
| Période   | Identité            | Spécialité                        |
| --------- | ------------------- | --------------------------------- |
| 1971-1976 | Georges Champier    | Métallurgie                       |
| 1976-1981 | Claude Pair         | Informatique                      |
| 1981-1986 | Michel Lucius       | Mathématiques, Mécanique générale |
| 1986-1992 | Michel Gantois      | Métallurgie                       |
| 1992-1996 | Michel Lucius       | Mécanique, Mathématiques          |
| 1997-2001 | Joël Hardy          | Agronomie, chimie organique       |
| 2002-2006 | Louis Schuffenecker | Chimie                            |
| 2007-2011 | François Laurent    | Agronomie                         |
| 2012-2017 | Yves Granjon        | Automatique                       |
| 2017-2022 | Pascal Triboulot    | Mécanique                         |
| 2022-     | Olivier Festor      | Informatique                      |

## Formation
Lorraine INP est constitué de onze écoles d'ingénieurs internes,, dont neuf à Nancy, une à Épinal et une à Metz :
- École européenne d'ingénieurs en génie des matériaux,
- École nationale supérieure d'agronomie et des industries alimentaires,
- École nationale supérieure d'électricité et de mécanique,
- École nationale supérieure de géologie,
- École nationale supérieure en génie des systèmes et de l'innovation,
- École nationale supérieure des industries chimiques,
- École nationale supérieure des mines de Nancy,
- École nationale d'ingénieurs de Metz,
- École nationale supérieure des technologies et industries du bois à Épinal,
- Télécom Nancy,
- École supérieure des sciences et technologies de l'ingénieur de Nancy.

Les trois dernières sont des anciennes composantes de l’université Nancy-I.
En plus de ces 11 écoles d'ingénieurs, Lorraine INP est également dotée d'un cycle préparatoire polytechnique.
Enfin, l’Institut supérieur d'ingénierie de la conception (Saint-Dié des Vosges) (GIP-InSIC) est rattaché à Lorraine INP.

## Recherche
Lorraine INP regroupe 20 laboratoires sur 5 pôles. Ces laboratoires sont parfois des UMR associés au CNRS, à l'INRA, à l'INRIA  et à des universités, comme :
- Centre de recherche en automatique de Nancy (CRAN)
- Groupe de recherche en électrotechnique et électronique de Nancy (GREEN)
- Institut Élie Cartan de Nancy (IECN)
- Laboratoire lorrain de recherche en informatique et ses applications (LORIA)

## Vie étudiante

### Évolution démographique
Évolution démographique de la population universitaire
| 1987  | 1988  | 1989  | 1990  | 1991  | 2006  | 2007  | 2008  |
| ----- | ----- | ----- | ----- | ----- | ----- | ----- | ----- |
| 2 270 | 2 321 | 2 495 | 2 513 | 2 744 | 3 554 | 3 525 | 3 530 |

| 2009  | 2010  | 2011  | - | - | - | - | - |
| ----- | ----- | ----- | - | - | - | - | - |
| 3 638 | 3 844 | 5 261 | - | - | - | - | - |